# هولدا كلارك
هولدا ريغر كلارك (18 أكتوبر 1928 في ساسكاتشوان - 3 سبتمبر 2009 في تشولا فيستا)، هي مُداويّة طبيعيّة، مؤلّفة ومُمارِسة للطب البديل. اشتهرت كلارك بعدما زعمت أن كل الأمراض التي تُصيب الإنسان مرتبطة بمرضٍ طفيلي كما زعمت أنها قادرة على علاج جميع الأمراض بما في ذلك السرطان وفيروس نقص المناعة البشرية/الإيدز عبرَ «الأجهزة الكهربائية» التي كانت قد اخترعتها وعملت على التسويق لها. كتبت كلارك العديد من الكتب التي تصفُ فيها الطُرق لعلاجِ عددٍ من الأمراض لكنّ سُمعتها تضرّرت بعدما رفعت عددٌ من العائلات سلسلة دعاوى قضائية ضدّها بتُهم الكذب والتضليل وادعاء شفاء بعض الأمراض ما دفعَ لجنة التجارة الفيدرالية في نهاية المطاف إلى التدخل وحاولت منعها من مزاولةِ مهنتها في الولايات المتحدة لتضطرّ بعد ذلك إلى الانتقالِ إلى تيخوانا في المكسيك حيثُ افتتحت عيادة سينتريشن للتغذية.
رفضت هيئة التجارة الفيدرالية بالولايات المتحدة وإدارة الغذاء والدواء ما توصلت له هولدا كمَا رفضا كلّ الأجهزة التي اخترعتها وكذا أدويتها التي تتعلقُ لالطبابة البديلة مُعتبرينَ أنّ «لا أُسس علميًة لها فضلًا عن كونها غريبة أو حتّى احتياليّة.» تُوفيت كلارك في 3 سبتمبر 2009 بسبب سرطان الدم والعظام والذي كانت ادعت القدرة على شفائه في وقتٍ مُبكّرٍ من حياتها.

## الحياة المُبكّرة والتعليم
بدأت كلارك دراساتها في علم الأحياء في جامعة ساسكاتشوان بكندا حيثُ حصلت على درجتي درجة البكالوريوس والماجستير في الآداب. بعد عامينِ من الدراسة في جامعة مكغيل؛ التحقت هولدا بجامعة مينيسوتا لدراسة الفيزياء الحيوية وفيزيولوجيا الخلية ثمّ حصلت على درجة الدكتوراه عام 1958 من نفسِ الجامعة. حسبَ سيرتها الذاتيّة؛ فإنّ كلارك قد نالت شهادة الدكتوراه في علم وظائف الأعضاء، بينَما يُشير سجل الدكتوراه في جامعة مينيسوتا في الفترةِ من تمّوز/يوليو 1956 إلى حزيران/يونيو 1966 إلى أنها نالت شهادة الدكتوراه في علم الحيوان وقد كتبت أطروحتها بعنوان «دراسة توازن الأيّونات في جراد المياه العذبة».
بحلول عام 1979؛ تركت كلارك الأبحاث التي تموّلها الحكومة وبدأت عملها الخاص في مجال الاستشارات الخاصة حيثُ افتتحت «عيادة سنشري للتغذيّة» في تيخوانا بالمكسيك وكانَ تركيزها في المقام الأول على مرضى السرطان. كانت كلارك وابنها جيف يقومانِ بأبحاث حولَ المرضى كما كانا يملكانِ مطعم ودار نشر فضلًا عن متجر لبيعِ المُنتَجات الطبيّة. طوالَ مسيرتها المِهنيّة؛ نشرت هولدا عددًا من الكُتب لعلّ أبرزها كتاب «علاج مرض السرطان» وكِتاب «علاج فيروس نقص المناعة البشرية/الإيدز» بالإضافةِ إلى كتابٍ ثالث حملَ عنوان «علاج جميع الأمراض». وفقًا لسجلات المحكمة المدنية فقد حققت مبيعات هولدا أكثر من 7 ملايين دولار حتى عام 2002 على الرغمِ من أن كلارك شككت في هذا الرقم وفي صحّته.

## المسيرة المِهنيّة
لقد عُرفت هيلدا روغر كلارك على نطاقٍ واسع بفضلِ تسويقها لنفسها على أنها قادرة على شفاء كل الأمراض حيثُ ادّعت أن كل الأمراض التي تُصيب الكائنات الحية تنجمُ عن فيروسات تُلحق الضرر بالجهاز المناعي وعليهِ فإنّ إزالة تلكَ الكائنات أو الفيروسات من الجسم باستخدام بعضِ التقنيّات من شأنه أن يشفي جميع الأمراض.
في كتابها «علاج جميع السرطانات» (بالإنجليزية: The Cure For All Cancers)‏ افترضت كلارك أن جميع أنواع السرطان والعديد من الأمراض الأخرى ناجِمة عن الدودة المسطحة التي تُسبّب داء المتوارقات وذكرت في ذاتِ الكتاب: «تبقى تلكَ الفيروسات عالقةً بإحكام في أمعاءنا أو كبدنا مُسببةً مرض الإيدز أو أمراض أخرى على مستوى الكلي، أو حتّى لمفوما هودجكين،» كما ذكرت في فقرةٍ أخرى: «لقد وجدت أن السرطان، فيروس نقص المناعة البشرية، مرض السكري، الانتباذ البطاني الرحمي، مرض هودجكين، مرض الزهايمر، الذئبة الحماميّة الشاملة ومرض التصلب العصبي المتعدد مُجرّد أمثلة على مرض الصرع.» ومع ذلك فإنّ الدودة التي نسبت لها هولدا كلّ الأمراض لا تعيشُ في الولايات المتحدة أو أوروبا بل تتمركزُ بشكلٍ رئيسي في الهند وأجزاء من الصين وفيتنام ودول شرق آسيا الأخرى كما يُمكن العثور عليها في المناطق الريفية حيث يتناول الناس طعامًا غير مغلي من نباتات المياه أو حيث تعيش الخنازير قريبة من البشر. لطالما كانت أفكارُ كلارك ونتائج بحوثها «غريبةً نوعًا ما» حيثُ قالت إنّ الاضطراب الاكتئابي ناجمٌ عن دودة أنسيلوستوما كما اعتبرت أن الصرع والتشنجات السبب الرئيسي في الالتهابات على مُستوى الدماغ أمّا الأمراض المُتعلّقة بالكالسيوم وبباقي المعادن الثقيلة فسببها طفيليات من جنس الإسكارس.
زعمت كلارك أنها قادرة على علاج جميع الأمراض وقالت إنّ العلاجات التقليدية للأمراض مثل السرطان وفيروس نقص المناعة البشرية/الإيدز غالبًا ما تهدفُ إلى تخفيف الأعراض لا غير. من جهةٍ أخرى؛ يضمّ موقع كلارك فقرةً خاصةً بإخلاء المسؤولية حيث جاءَ فيها: «الوصفات هُنَا غير موصوفة كعلاجٍ لحالات طبية أو نفسية ... لا تهدف العلاجات الموضحة في هذا الموقع إلى أن تكون بديلاً عن الأشكال الأخرى من العلاج الطبي التقليدي. » ومع ذلك فقد دعت كلارك مرارًا وتكرارًا إلى استخدام أساليبها كبديلٍ للأساليب التقليديّة في الرعاية الطبيّة أمّا فيما يتعلق بفعالية علاجها فقد كتبت كلارك: «الطريقة فعّالة بنسبة 100% في وقف السرطان بغض النظر عن نوعهِ أو مدى انتشاره.»
طوالَ حياتها؛ اقترحت كلارك عددًا من الطرق لعلاج الكثير من الأمراض:
- تنظيف النظام الغذائي : قالت كلارك إن المواد الغذائية والمكملات الغذائية قد تلوثت بفعلِ الملوثات مثل المعادن الثقيلة والسموم الفطرية ودعت إلى القيامِ بعمليّات تنظيف شاملة للنظام الغذائي.
- إزالة السموم : دعت كلارك إلى الاعتماد على تقنيّة إزالة السموم كونَها تُزيل حصوات المرارة والطفيليات من مجرى الكبد والقنوات الصفراوية كما دعت إلى الصيام واستعمال بعض المواد كخليط زيت الزيتون والزنباع.
- الطفيليات : قالت كلارك إن الناس لديهم طفيليات سيسبّبونَ لهم مشاكل عديدة ووصفت بعض الأوصاف العُشبيّة لإزالتها.
- سانكرومتر (بالإنجليزية: Syncrometer)‏: هو جهاز طورته كلارك وادعت قدرته على اكتشاف للملوثات في المواد بدقة عاليّة جدًا.
- زابر (بالإنجليزية: Zapper)‏: هو جهازٌ من اختراع كلارك أيضًا وتقولُ إنّه قادرٌ على قتلِ الفيروسات والبكتيريا والطفيليات في الجسم.[18]

## المشاكل القانونية

### إنديانا
في عام 1993؛ حينما كانت تعيشُ كلارك وتمارس عملها في إنديانا؛ رفعَ مريضٌ سابقٌ شكوى قضائيّة ضدّها إلى المدعي العام في إنديانا الذي طلبَ من وزارة الصحة زيارة مكتبها وعمل اللازم. حينَها أخبرت كلارك المُحقّق أنّ مريضها كان مُصابًا بفيروس نقص المناعة فطلبَ إجراء اختبارات دم التي بيّنت أنه لن يكن يُعاني من الفيروس ولمّا أصدرت الشرطة مذكرة توقيفٍ بحقّها كانت كلارك قد أخلت المبنى واختفت.
بعد ست سنوات وبالتحديدِ في سبتمبر 1999؛ تمكّنت قوات الأمن من تحديدِ موقع كلارك ونجحت في اعتقالها في سان دييغو بكاليفورنيا بناءً على طلبٍ من مدّعي ولاية إنديانا. حاولَ محاميها استغلال نقطة مرور وقت طويل قبل إلقاء القبضِ عليها لكنّ المدعي العام قطعَ الطريق عليهِ عندما أشار ضمنًا إلى أن هولدا كلارك قد هربت من ولاية إنديانا عندما علمت أنها تخضع للتحقيق من قِبل الولاية. تمّ محاكمة كلارك بتُهمة ممارسة الطب دون ترخيص لكنها خرجت بريئة بسببِ الفشل في العثور على أدلة أكثر بإمكانها إدانتها.

### المكسيك
في شُباط/فبراير 2001 فتشت السلطات المكسيكية عيادة كلارك وأمرت بإغلاقها باعتبار أنها لم تُسجّل قط وتعمل دون ترخيص. في حزيران/يونيو من نفسِ العام
أعلنت السلطات المكسيكية أنها ستسمحُ لكلارك بإعادة فتح أبواب العيادة شريطة عدم تقديم علاجات بديلة. في وقتٍ لاحقٍ منَ الشهر؛ غُرّمت العيادة بـ 160,000 بيزو (حوالي 18,000 دولار) ومُنعت كلارك من العمل في المكسيك لكنّ جريدة سان دييغو يونيون تريبيون ذكرت في عام 2003 أن هناك أدلة على أن كلارك واصلت العمل في العيادة بالرغمِ من صدور قرار المنع.

### لجنة التجارة الفيدرالية وإدارة الغذاء والدواء
قدمت لجنة التجارة الفيدرالية شكوى ضد مؤسسة الدكتورة كلارك للأبحاث بسبب ادعاءات المؤسسة حولَ فعالية جهازي زابر وسانكروميتر. وفي نوفمبر من عام 2004؛ حكمت المحكمة على المؤسسة إرجاع المبالغ الماليّة للذين اشتروا تلكَ الأجهزة كما منعها من بيعِها في المُستقبل، فيمَا قالَ المدير التنفيذي في إدارة الغذاء والدواء بأن أجهزة كلارك تبدو «مزورة».

## انتقادات
تعرضت هولدا كلارك لعدّة انتقادات باعتبارِ أن ادعاءاتها تفتقر إلى التأكيد العلمي وتتألف من أدلة قصصية فقط. قامَ جوزيف بيزورنو وهو طبيبٌ بارز في العلاج الطبيعي بتقييم ادعاءات كلارك ووجد أن كتبها خلطت بين مرضى السرطان الذين تم تشخيصهم تقليديًا وأولئك الذين استند تشخيصهم بالسرطان على استخدامها لجهاز سانكروميتر الذي صنعتهُ هي. حسبَ جوزيف فإنّ المرضى المصابون بالسرطان المُشخّص لم يفلح معهم علاج كلارك في حين «نفعَ» أولئك الذين شخّصتهم باستخدام سانكروميتر فخلصَ بيزورنو إلى أن علاجات كلارك غير فعالة كما قالَ أن العلاجات التي تستند إلى توصيات كلارك «تُشكّل خطرا كبيرا على الصحة العامة».
أصدرت مجموعة الدراسة السويسرية للطرق التكميلية والبديلة في السرطان (SCAC) تحذيراً قوياً لمرضى السرطان الذي يفكرون في اتباع علاجات كلارك، فيمَا كتبَ أندرو ويل وهو شخص بارزٌ كذلك في مجال الطب البديل «أن مزاعم كلارك لم تدعمها أي دراسات غريبة وليس من الواضح ما إذا كان مرضى السرطان الذين عولجوا بطريقتها كانوا مُصابين أصلًا بهذا المرض.»
بحلول عام 2002 أبلغت جريدة سان دييغو يونيون تريبيون عن أن كلارك وابنها جيف قاما بتشغيل مطعم واستأجرا مساكنَ للمرضى في عيادة كلارك في تيخوانا. ذكر المقال أيضًا أنّ زوجين كانا يُعانيانِ من ضمور العضلات الشوكي ومكثا في عيادة كلارك لمدة 10 أشهر بتكلفة قاربت الـ 30,000 دولار دون تحسن. على الرغم من التكلفة وعدم التحسن؛ ذكر الزوجان أن كلارك أصرت على أنها كانت قريبة من علاجهما وقالت أن وقف العلاج قد يعرضهما للخطر، فيما علّقت والدة المريض قائلةً: «الناس لا يفهمون سبب بقائنا فترة طويلة هناك ... هولدا كلارك قامت بعمل جيد جدًا في إهانتنا» فيما رفضت كلارك الرد على هذهِ الاتهامات ونفت تصريحاتهم بشكل عام.

## الحياة الشخصية
تزوّجت هولدا من جون بيرت كلارك عام 1956 وحصلت منهُ على ثلاثة أبناء هم جيفري ألين كلارك، دوغلاس بيرت وولزيرز وروبرت جون كلارك ثمّ انفصلَا في عام 1965.

## الوفاة
تُوفيّت كلارك في 3 سبتمبر 2009 في شولا فيستا بكاليفورنيا بسبب السرطان النخاعي المُتعدد وهوَ أحد أنواع السرطانات التي كانت هولدا قد ادعت قدرتها على علاجه بالاعتمادِ على الطب البديل.

## قائمة أعمالها
| تاريخ الصدور | عنوان الكِتاب                           | العنوان الأصلي                         |
| ------------ | -------------------------------------- | -------------------------------------- |
| 1993         | علاج جميع السرطانات                    | The Cure for All Cancers               |
| 1993         | علاج فيروس نقص المناعة البشريّة المُكتسب | The Cure For HIV/AIDS                  |
| 1995         | علاج جميع الأمراض                      | The Cure for All Diseases              |
| 199          | علاج السرطان المتقدم                   | The Cure For All Advanced Cancers      |
| 200          | دليل مختبر سينكروميتر للعلوم           | Syncrometer Science Laboratory Manual  |
| 2004         | الوقاية من جميع أنواع السرطان          | The Prevention of all Cancers          |
| 2007         | العلاج والوقاية من جميع أنواع السرطان  | The Cure and Prevention of All Cancers |

## الملاحظات
1. ↑  حصلت كلاك أيضًا على درجة في المُدَاواة الطبيعية من كلية كلايتون للصحة الطبيعية وهي مدرسةٌ غير مُعترف بها من قبل وزارة التعليم بالولايات المتحدة.[8][9]